# مالکوم فلاورز
مالکوم فلاورز (انگلیسی: Malcolm Flowers؛ زادهٔ ۹ اوت ۱۹۳۸) بازیکن فوتبال است.
از باشگاه‌هایی که در آن بازی کرده‌است می‌توان به باشگاه فوتبال منزفیلد تاون اشاره کرد.